# Ronsangels.com
Ronsangels.com war eine 1999 von dem  US-amerikanischen Erotikfotografen Ron Harris (1933–2017) gegründete Website, die vorgab, die Eizellen von acht schönen jungen Frauen zu versteigern.
Laut ihrem Gründer handelte es sich dabei um „einen wertvollen Dienst mit den höchsten ethischen Maßstäben“, Kritiker lehnten diese Art von Geschäft als unmoralisch und abstoßend ab. Samen- oder Eibanken mit Online-Versand hatte es bereits vorher schon gegeben, ronsangels.com war jedoch die erste, die dabei keine Festpreise verlangte. Harris begründete diesen Schritt damit, dass nicht alle Frauen gleich seien, Schönheit in der gegenwärtigen Gesellschaft stets das höchste Angebot erhalte und man jungen Frauen daher beim Geldverdienen keine Grenzen setzen dürfe. Startangebote lagen bei 15.000 Dollar und bezogen sich ausschließlich auf die Eizellen selbst; die Website bot keinerlei medizinische Dienstleistungen an.
Für die Versteigerung ihrer Eizellen gaben die teilnehmenden Frauen verschiedene Gründe an, darunter, nicht von einem Mann abhängig sein, mit dem Erlös den eigenen vierjährigen Sohn unterstützen oder einfach anderen helfen zu wollen. Eine Frau gab an, in die USA ziehen zu wollen.
Nach amerikanischem Recht ist der Handel mit menschlichen Organen verboten, nicht aber mit Ei- und Samenzellen.
Die Website wurde innerhalb weniger Tage mehr als fünf Millionen Mal aufgerufen. Sie stellte sich jedoch schnell als Hoax heraus, der als Marketinggag die Aufmerksamkeit auf Harris’ Hauptgeschäft lenken sollte, die von ihm betriebenen Pornografiewebseiten. Zu einem Versteigerungsabschluss oder einer Eizellenübertragung kam es nie.